# Grammodes mirabilis
Grammodes mirabilis là một loài bướm đêm trong họ Erebidae.